# Nikītas Kaklamanīs
Nikītas Kaklamanīs (in greco Νικήτας Κακλαμάνης?; Andros, 1º aprile 1946) è un politico greco, già sindaco di Atene, eletto con il partito Nuova Democrazia.

## Biografia
Nato ad Andros, un'isola delle Cicladi, nel 1946, Nikitas Kaklamanis si laurea alla University of Athens Medical School nel 1971 con specializzazione in radioterapia e oncologia.
Nel 1986, viene eletto come membro del comitato centrale del partito Nuova Democrazia. Nel 1990, viene eletto nel Parlamento Ellenico e nel 1994 in quello europeo.
Nel 2000, ritorna al Parlamento Ellenico, venendo poi nominato, nel 2004 Ministro della Salute e della Solidarietà Sociale.
Nel 2007, si dimette dal Parlamento per potersi candidare a sindaco di Atene, venendo eletto. Ricopre tale carica fino alla fine del 2010, quando viene sconfitto nelle elezioni da Geōrgios Kaminīs.